# Linggi
Linggi is een bestuurslaag in het regentschap Simeulue van de provincie Atjeh, Indonesië. Linggi telt 636 inwoners (volkstelling 2010).